# Hypocaccus crassipes
Hypocaccus crassipes är en skalbaggsart som först beskrevs av Wilhelm Ferdinand Erichson 1834.  Hypocaccus crassipes ingår i släktet Hypocaccus och familjen stumpbaggar. Inga underarter finns listade i Catalogue of Life.